# Калашников, Василий Иванович
Василий Иванович Калашников (30 октября [11 ноября] 1849, Углич — 13 [26] февраля 1908, Нижний Новгород) — русский конструктор.

## Биография
Родился в Угличе 30 октября (11 ноября) 1849 года.
Окончил 3-х классное угличское уездное училище (1860). С 1865 года, работая чертёжником на механическом заводе Журавлева в Рыбинске, он самостоятельно изучил математику, физику, механику, теорию машин и механизмов. В 1869 году начал плавать по Волге машинистом на пароходе «Восток». В 1872 по 1889 год работал на заводе Курбатова в Нижнем Новгороде в должностях механика, заведующего завода, главного механика. С 1890 года в течение пяти лет был главным механиком Сормовских заводов.
Создал оригинальные образцы судовых паросиловых установок, впервые применил для речных судов паровые машины с многократным расширением пара, ему принадлежат и другие изобретения: форсунка для распыливания мазута, пароперегреватели, воздуходувные машины и т. п. В 1879 году издан его труд «Записки конструктора и атлас пароходных машин Волжского бассейна». Он сконструировал первые железные наливные баржи для перевозки по Волге керосина.
В 1886 году основал журнал «Нижегородский вестник пароходства и промышленности». В 1897 году был избран председателем Нижегородского отделения Русского технического общества. На Всероссийской промышленной выставке в 1882 году в Москве был награждён медалями за малогабаритную судовую паровую машину и паровой котёл с четырёхкратным расширением пара. В 1885 году В. И. Калашникову за его форсунку была присуждена медаль Русского технического общества.

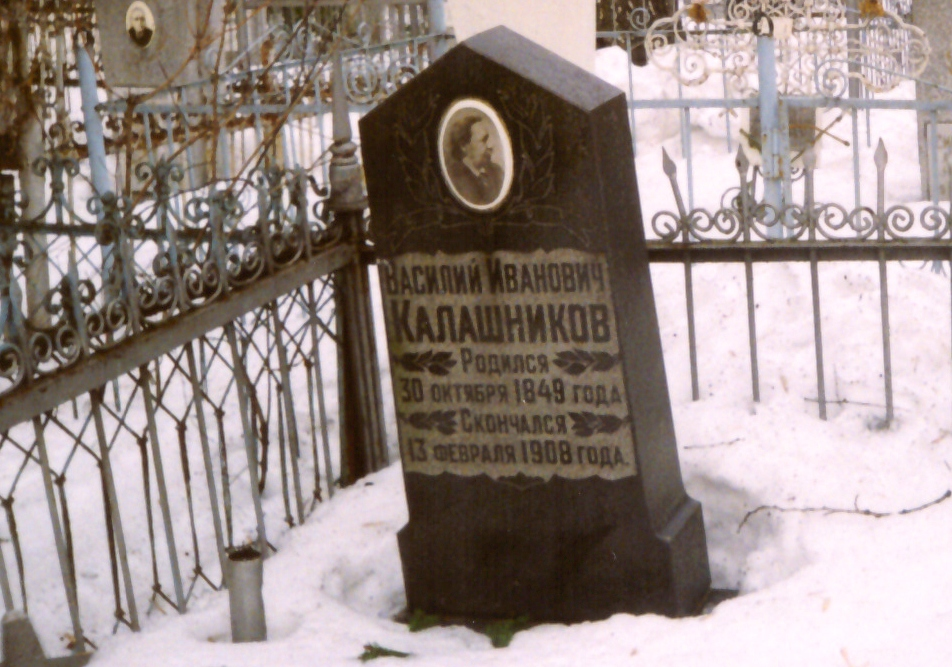
Могила конструктора В. И. Калашникова. Нижний Новгород, Бугровское кладбище

Его деятельность и личные качества высоко оценивали писатели В. Г. Короленко и М. Горький.
Умер 13 (26) февраля 1908 года в Нижнем Новгороде. Был похоронен на Казанском кладбище при Нижегородском Крестовоздвиженском монастыре. В 1957 году в связи с ликвидацией этого некрополя прах В. И. Калашникова был перенесён на Бугровское кладбище (уч. 8).

## Память
Имя В. И. Калашникова с 1949 года носит Рыбинское речное училище, а также один из пятнадцати теплоходов проекта 646 — «Механик Калашников», построенный в 1955 году и курсирующий на линии Омск — Салехард — Антипаюта.

## Семья
Сын конструктора, Вячеслав Васильевич Калашников (1882—1970), в 1908 году окончил медицинский факультет Московского университета. Работал земским врачом в Ярославской губернии, затем — в Новгороде, в зрелые годы вернулся на родину, в Горький. 
Был сильным шахматистом-любителем, имел I категорию. Во время Первой мировой войны служил врачом в 68-й артиллерийской бригаде, расквартированной в Риге. Командир бригады договорился о том, чтобы Калашников сыграл показательную партию с сильнейшим на тот момент рижским шахматистом Нимцовичем. Партия игралась дома у Нимцовича. В качестве приза победителю командир предложил комплект шахмат из слоновой кости со складной доской из красного дерева. По требованию Нимцовича игра велась на ставку в 15 рублей. Был установлен контроль времени 18 ходов в час. Партия завершилась быстрым разгромом игравшего черными Нимцовича (ему пришлось сдаться уже на 25-м ходу; партия сохранилась в дневнике Калашникова, была впервые опубликована в 1983 году). Нимцович предложил сыграть ещё одну партию на тех же условиях. Калашников согласился, но добился снижения ставки до 10 рублей. Во второй партии снова игравший черными Нимцович сумел взять реванш. Позже он включил эту партию в книгу «Моя система» как иллюстрацию использования двух пешечных слабостей.
Калашников дружил с Н. П. Целиковым, близко общался с В. И. Созиным, Ф. И. Дуз-Хотимирским и П. А. Романовским, был знаком со многими видными российскими и советскими шахматистами, в том числе с М. М. Ботвинником. Во время Московского турнира 1936 года Калашников делал репортажи о соревновании для газеты «Горьковская коммуна».